# Dieterskirchen
Dieterskirchen é um município da Alemanha, situado no distrito de Schwandorf, no estado da Baviera. Tem 24,14 km² de área, e sua população em 2019 foi estimada em 996 habitantes.